# Psiquiatría represiva en la Unión Soviética

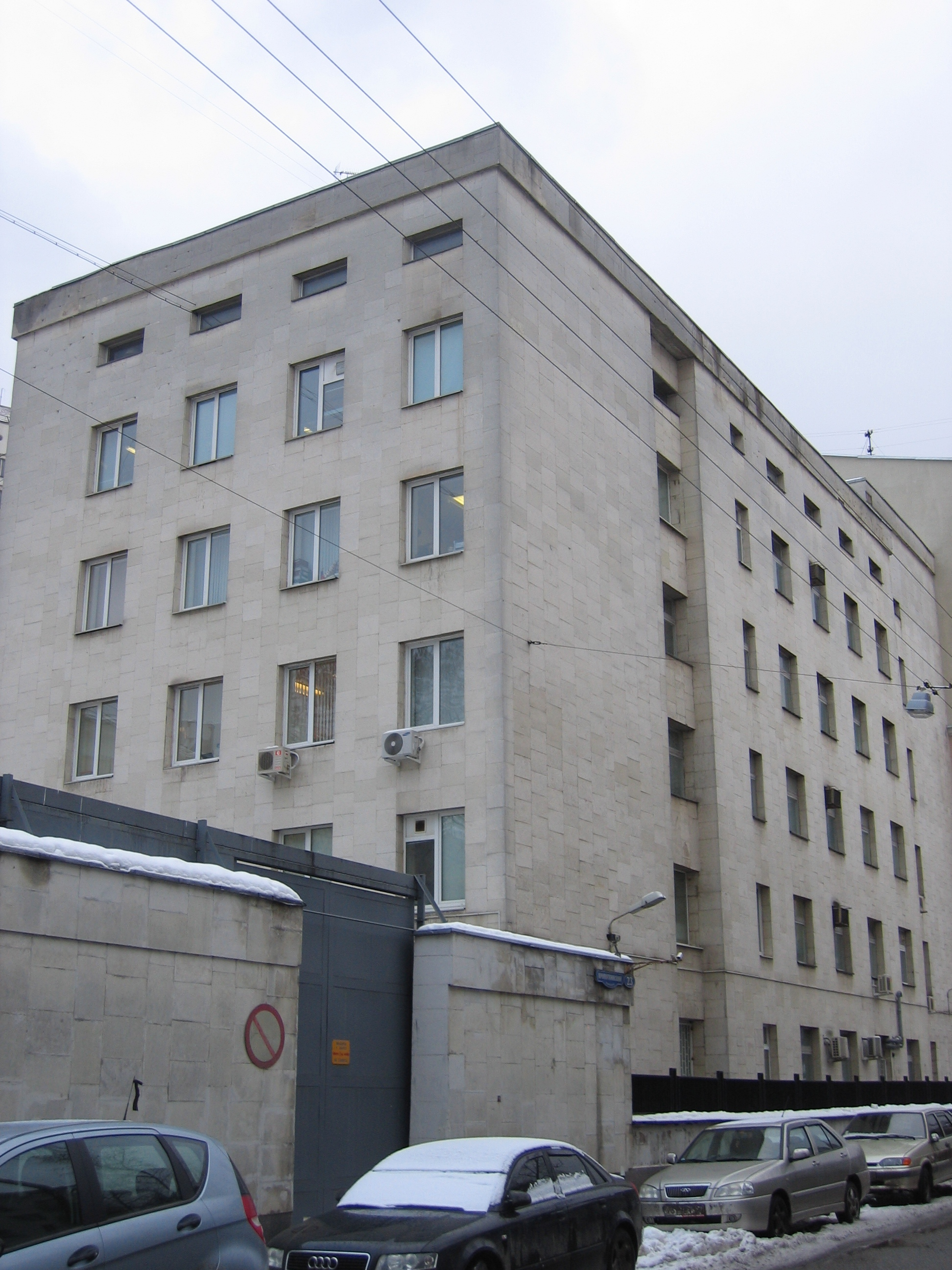
Uno de los edificios del Instituto Serbsky de Moscú.

La Psiquiatría represiva en la Unión Soviética se refiere al uso de la psiquiatría con fines represivos en la época de la URSS. Los hospitales psiquiátricos eran usados frecuentemente por las autoridades como prisiones en orden de aislar prisioneros políticos (disidentes del sistema) del resto de la sociedad, desacreditar sus ideas, y destruirlos física y mentalmente, en una especie de tortura.
Psijushka o psikhushka (Ruso: психушка) es un término coloquial ruso para referirse a un hospital psiquiátrico. Ha sido usado ocasionalmente en otros idiomas desde que en Occidente se supo de la existencia del movimiento disidente dentro de la Unión Soviética.

## Historia
La destacada dirigente del Partido Socialrevolucionario de Izquierda Mariya Spiridónova fue la primera política del país en sufrir los métodos de la psiquiatría represiva. Los psijushkas se usaron hacia finales de los años 1940 (Véase Aleksandr Esenin-Volpin) y durante "la era de deshielo de Jrushchov" ocurrida en la década de los 1960. Uno de los primeros psijushkas fue el Hospital y Prisión Psiquiatríca ubicado en la ciudad de Kazán. Luego fue transferido al control del NKVD en 1939 bajo el mando de Laurenti Beria, quien llegaría ser la mano derecha de Iósif Stalin. El 29 de abril de 1969 el líder del KGB Yuri Andrópov, envió al Comité Central del Partido Comunista de la Unión Soviética un plan para crear una red de psijushkas.
La psiquiatría oficial controlada por el estado abusó en el diagnóstico de "Esquizofrenia lentamente progresiva" (вялотекущая шизофрения, transliterado como vyalotekúschaya shizofreníya, Sluggishly progressing schizophrenia) una forma especial de enfermedad la cual supuestamente afectaba al individuo solamente en su comportamiento social, sin ninguna huella de otra característica. Este diagnóstico fue ampliamente aplicado por el psiquiatra Andréi Snezhnevski y su equipo. "Muy frecuentemente, ideas acerca de luchar por la verdad y la justicia se forman en la mente de personalidades con una estructura paranoica", esto de acuerdo a los profesores del Instituto Serbski de Moscú. (Comentario de los archivos de Vladímir Bukovski) Algunos de ellos eran de alto rango dentro del Ministerio de Asuntos Internos de la Unión Soviética, tales como Danil Luntz que, según Víktor Nekipélov, fue la personificación de "nada menos que, el doctor criminal quien efectuó experimentos inhumanos en prisioneros como se llevaba a cabo dentro de los campos de exterminio nazi." 
Los individuos sanos que eran diagnosticados con enfermedad mental eran enviados a hospitales psiquiátricos ordinarios, mientras que aquellos que eran considerados especialmente peligrosos para el régimen eran enviados a otros, dirigidos directamente por el Ministerio del Interior de Rusia. 
El tratamiento incluía varias formas de represión y tortura como  electrochoque, radiación, aislamiento, tareas forzadas, uso de distintas drogas psicotrópicas (tales como, narcóticos, antipsicóticos, e insulina) lo cual tenía secuelas graves en el individuo y algunas veces ello implicaba recibir una paliza. Nekipélov describió el uso inhumano de procedimientos médicos tales como las punciones lumbares.
Al menos 365 personas sanas fueron tratadas por presentar una "definida locura política" en la Unión Soviética.

## Denuncia del abuso
En 1971, Bukovski logró filtrar a occidente más de 150 páginas en donde se documentaba el abuso psiquiátrico por parte de las instituciones de salud mental por razones políticas en la Unión Soviética. Los sucesos conmocionaron a los activistas de los derechos humanos de todo el mundo incluyendo a los de la misma Unión Soviética. En enero de 1972, las autoridades soviéticas encarcelaron a Bukovski durante 7 años a los cuales se agregaron 5 años más que vivió en el exilio, por ponerse en contacto con periodistas extranjeros y por posesión y distribución de literatura clandestina o samizdat.
Junto con un compañero joven dentro de la prisión de Vladímir, el psiquiatra Seymon Gluzman, Bukovski elaboró Un Manual de Psiquiatría para disidentes a fin de ayudar a otros disidentes a luchar en contra de los abusos de las autoridades.
En 1971 el profesor Andréi Sájarov (o Sákharov), quien para ese entonces ya era uno de los más renombrados físicos soviéticos, apoyó la protesta de dos presos políticos, V. Fainberg y V. Borísov, quienes anunciaron una huelga de hambre en contra del agresivo tratamiento terapéutico basado en medicamentos peligrosos para la actividad mental, en una institución psiquiátrica de Leningrado. Por su activismo en defensa de los derechos humanos Sájarov fue expulsado de la Academia de Ciencias Soviética y fue enviado al exilio a Gorki.

## Reacción de la Asociación Psiquiátrica Mundial
Cuando el primer asunto fue expuesto en la Asociación Psiquiátrica Mundial (APM, WPA según su sigla en inglés), la delegación soviética amenazó con retirarse de la organización internacional, así que la APM incrementó su interés en el asunto. Mientras el número de casos documentados de abuso se incrementaban así lo hacían las protestas, la APM cambió su postura y adoptó un código de conducta ética para sus miembros y estableció cuerpos de investigación para reforzarlo.
El primer comité en contra del abuso político de la psiquiatría fue fundado en 1974 en la ciudad suiza de Ginebra (Genève). En 1977, el Congreso Mundial de la APM efectuado en Honolulú adoptó la "Declaración de Hawaii", el primer documento en establecer una serie de estándares para guiar el trabajo de los psiquiatras en todo el mundo. El congreso también hizo una condena oficial a los abusos psiquiátricos ejercidos por el régimen soviético por vez primera. En 1982 enfrentando la inminente expulsión de la APM, la delegación soviética optó por su retiro voluntario, y en 1983 la APM en su congreso verificado en Viena adoptó la resolución de adoptar estrictas condiciones para su reincorporación. La campaña de Mijaíl Gorbachov denominada glásnost, contribuyó significativamente a la exposición de más evidencias en la prensa soviética. En 1989, dos años antes del colapso del régimen soviético, la delegación soviética reconoció el abuso sistemático de la psiquiatría con fines políticos verificado en su propio país.

## Tiempos postsoviéticos
El Instituto Serbski de Moscú sigue conduciendo miles de evaluaciones ordenadas por una corte al año, y es fuente de nuevas teorías de conspiración.
Cuando el criminal de guerra Yuri Budánov fue evaluado ahí en 2002, el panel que efectuó el análisis fue conducido por Tamara Pechérnikova, quien anteriormente había condenado a Natalia Gorbanévskaya (Natalya Gorbanevskaya). Budánov no fue encontrado culpable en razón de padecer "locura temporal", después de su atrocidad pública fue encontrado sano por otro panel que incluía a Gueorgui Morózov, director del instituto quien había declarado locos a muchos disidentes en el pasado.
Ha habido reportes en la primera década del siglo XXI acerca de un renovado encarcelamiento en instituciones psiquiátricas de gente "inconveniente" para las autoridades rusas. La BBC reportó el caso notable de la disidente rusa Larisa Arap quien fue confinada de manera forzada a una clínica psiquiátrica localizada en Apatity.

## Disidentes y personalidades sometidas a tratamiento psiquiátrico forzoso
- Vladímir Bukovski
- Natalia Gorbanévskaya
- Aleksandr Esenin-Volpin
- Piotr Grigorenko
- Anatoli Koriaguin
- Zhorés Medvédev
- Víktor Nekipélov
- Leonid Plyushch
- Andréi Siniavsky

## Lectura complementaria
- Elizabeth Antébi, Droit d'asiles en Union Soviétique ("Derecho psiquátrico en la URSS"), Julliard, París, 1977, ISBN 2260000657
- Anne Applebaum, Gulag: A history, Doubleday, Nueva York, 2003, ISBN 0-7679-0056-1
- Marc Boulet, Dans la peau d'un... ("En la piel de un..."), Seuil, París, 2001, ISBN 2-02-038072-2
- Harvey Fireside, Soviet psychoprisons ("Prisiones psiquiátricas soviéticas")

- Datos: Q4006775